# Il braccio violento della legge
Il braccio violento della legge (The French Connection) è un film del 1971 diretto da William Friedkin, e interpretato da Gene Hackman, Roy Scheider e Fernando Rey.
La pellicola riscosse gran successo, ottenendo vari premi internazionali, tra cui 5 premi Oscar e tre Golden Globe mentre divise la critica specializzata dell'epoca, aprendo numerosi dibattiti. Nel 1998 l'American Film Institute l'ha inserito al settantesimo posto della classifica dei migliori cento film statunitensi di tutti i tempi, mentre dieci anni dopo, nella lista aggiornata, è sceso al novantatreesimo posto.

## Trama
Due investigatori della Narcotici di New York, Jimmy Doyle e Buddy Russo, dalla vita sregolata, solitaria e dai metodi assai violenti, sono in difficoltà con i propri superiori a causa del fallimento di alcune operazioni. Basandosi solo su vaghi indizi, seguono una pista che li porta a scoprire una grossa spedizione di droga provienente da Marsiglia, gestita da un misterioso trafficante francese, Alain Charnier.
Affiancati e sorvegliati da due colleghi, Doyle e Russo iniziano un'indagine complessa che si fonda su pedinamenti estenuanti, avara di progressi e che diverrà una vera ossessione. Nel frattempo Charnier elude la sorveglianza dei due investigatori e, aiutato dai complici americani Weinstock e Boca, dal killer Pierre Nicoli e dal famoso attore televisivo Henry Deveraux, riesce a scaricare in città l'auto di quest'ultimo, dov'è nascosta la partita di droga.
A Doyle e Russo viene tolto il caso, ma i due non s'arrendono e, grazie a una soffiata, riescono a requisire la vettura di Devereaux nella quale, dopo un'interminabile perquisizione, rinvengono la droga, celata sotto i pianali delle portiere; successivamente la rimettono a posto per non creare sospetti e individuare il luogo dello scambio.
La resa dei conti vede il fallimento sia del piano criminale (con una sparatoria che porta ad alcuni morti e a molti arresti tra i delinquenti), sia del principale obiettivo della polizia, la cattura di Charnier, che riesce a dileguarsi; inoltre, scambiandolo per Charnier, Doyle uccide per errore uno dei due colleghi che affiancavano lui e Russo nelle indagini.

## Produzione
Il soggetto de Il braccio violento della legge trae origine dal libro-inchiesta di Robin Moore, che ricostruiva un clamoroso sequestro di eroina realmente accaduto nell'ambito di un traffico internazionale che vedeva implicata la malavita americana e quella marsigliese. I veri agenti, artefici dell'operazione, erano Eddie Egan e Sonny Grosso, divenuti consulenti tecnici per il film al quale parteciparono anche come attori, con piccoli camei.
Fernando Rey fu ingaggiato per errore: il regista incaricò il casting di scritturare un attore visto in Bella di giorno di Luis Buñuel, ma in realtà aveva in mente Francisco Rabal.
Nella scena dell'inseguimento, le riprese più pericolose furono filmate direttamente dal regista, perché gli altri cameramen avevano tutti famiglia, a differenza di quest'ultimo, e non vollero rischiare. Al volante della Pontiac LeMans rossa, con Friedkin sul sedile posteriore, c'era Bill Hickman, già pilota stuntman in Bullitt e successivamente in Squadra Speciale. Inoltre, l'incidente automobilistico all'incrocio tra Stillwell Avenue e l'86° strada avvenne realmente, coinvolgendo l'auto degli attori e un pendolare che si stava recando al lavoro, che fu risarcito.

## Accoglienza

### Critica
Di portata innovativa per linguaggio e contenuti, oggi è considerato un capolavoro dell'arte cinematografica, ben oltre i semplici confini del genere poliziesco. A riprova di tale consacrazione nel 2005 è stato inserito nell'elenco del National Film Registry fra i film in lingua inglese da conservare (a cura del National Film Preservation Board presso la Biblioteca del congresso degli Stati Uniti).
La maggior parte della critica specializzata ha rimarcato i pregi dell'autore nel dipingere il realistico e serrato confronto fra due gruppi (poliziotti e criminali) alquanto sfumati ed ambigui nei caratteri, talmente indefiniti da apparire spesso in posizioni eticamente rovesciate (senza tuttavia stravolgerne il senso, giacché la prevalenza della legge sul crimine rimane evidente in tutto l'arco della trama).
Questa nuova concezione dello scontro fra "buoni e cattivi", introdotta dai precedenti Il mucchio selvaggio e Gangster Story, viene reinterpretata con taglio documentaristico senza alcuna carica nostalgica e retorica, giungendo ad un finale sospeso, originale ed amaro. Di notevole valore estetico anche la rappresentazione di un paesaggio metropolitano moderno dai toni freddi e desolanti, così lontano dagli stereotipi in uso.
Friedkin utilizza un linguaggio cinematografico inconsueto, capace di integrare frenetici ritmi di montaggio tipici delle scene d'azione (ad esempio il celebre e lungo inseguimento), a piani alternati per la creazione di atmosfere particolari (come lo scorrere del tempo durante gli appostamenti-pedinamenti, ed il diverso stato d'animo fra gli antagonisti).
Supportato da un'eccellente sceneggiatura, montaggio ed interpretazione d'assieme (Hackman su tutti), riesce ad equilibrare costantemente tensione narrativa e definizione dei personaggi, trasmettendo in maniera credibile sia l'esistenza grama di agenti afflitti da dubbi, frustrazioni, rivalità, ed un flebile senso della giustizia, sia l'elevato tenore di vita di trafficanti senza scrupoli, "educatamente criminali" in apparenza più rispettati e stimati, ciò nondimeno sempre sull'orlo della cattura.
Il film oltre ad aver influenzato profondamente il poliziesco, ha contribuito, contemporaneamente ad opere di altri grandi registi come Coppola, Altman, Schlesinger, Pollack, alla nascita di quel "nuovo cinema americano anni '70", che raccontava la società coniugando realismo e canoni classici hollywoodiani, spettacolo ed impegno, azione ed introspezione.

## Riconoscimenti
- 1972 - Premio Oscar
  - Miglior film a Philip D'Antoni
  - Migliore regia a William Friedkin
  - Miglior attore protagonista a Gene Hackman
  - Migliore sceneggiatura non originale a Ernest Tidyman
  - Miglior montaggio a Gerald B. Greenberg
  - Candidatura per il miglior attore non protagonista a Roy Scheider
  - Candidatura per la migliore fotografia a Owen Roizman
  - Candidatura per il miglior sonoro a Theodore Soderberg e Christopher Newman
- 1972 - Golden Globe
  - miglior film drammatico
  - migliore regia a William Friedkin
  - miglior attore in un film drammatico a Gene Hackman
  - Candidatura per la migliore sceneggiatura a Ernest Tidyman
- 1973 - Premio BAFTA
  - miglior attore protagonista a Gene Hackman
  - miglior montaggio a Gerald B. Greenberg
  - Candidatura per il miglior film
  - Candidatura per la migliore regia a William Friedkin
  - Candidatura per il miglior sonoro a Theodore Soderberg e Christopher Newman

- 1972 - David di Donatello
  - miglior film straniero a Philip D'Antoni
- 1972 - Kansas City Film Critics Circle Award
  - miglior film
  - miglior attore protagonista a Gene Hackman
- 1972 National Board of Review Award
  - migliori dieci film
  - miglior attore protagonista a Gene Hackman
- 1971 - New York Film Critics Circle Award
  - miglior attore protagonista a Gene Hackman
- 1972 - American Cinema Editors
  - Candidatura per il miglior montaggio a Gerald B. Greenberg
- 1972 - Directors Guild of America
  - migliore regia a William Friedkin, Paul Ganapoler, William C. Gerrity e Terence A. Donnelly (Assistenti Registi)
- 1972 - Edgar Award
  - Migliore sceneggiatura a Ernest Tidyman
- 1972 - Motion Picture Sound Editors
  - miglior montaggio sonoro
- 1972 - Writers Guild of America
  - migliore sceneggiatura a Ernest Tidyman

## Sequel
Nel 1975 venne girato un sequel del film, Il braccio violento della legge Nº 2 (French Connection II), ancora interpretato da Gene Hackman e Fernando Rey e diretto da John Frankenheimer, che ottenne un successo minore rispetto al capostipite. Nel 1986 venne prodotto un altro sequel, il film per la TV Il braccio violento della legge 3 (Popeye Doyle), diretto da Peter Levin.